# 聖弗蘭西斯科德爾巴列
聖弗蘭西斯科德爾巴列（西班牙語：San Francisco del Valle），是洪都拉斯的城鎮，位於該國西部，由奧科特佩克省負責管轄，始建於1887年，面積109.51平方公里，海拔高度898米，2001年人口6,115，人口密度每平方公里55.84人。
14°26′N 88°57′W / 14.433°N 88.950°W